# 蠶卵走私至東羅馬帝國
公元6世纪中叶，两名基督教出家人在東羅馬帝國皇帝查士丁尼大帝的支持下，获取活蚕走私到帝国，从而建立了東罗马本土的丝绸产业，并长期垄断了欧洲的丝绸市场。

## 背景

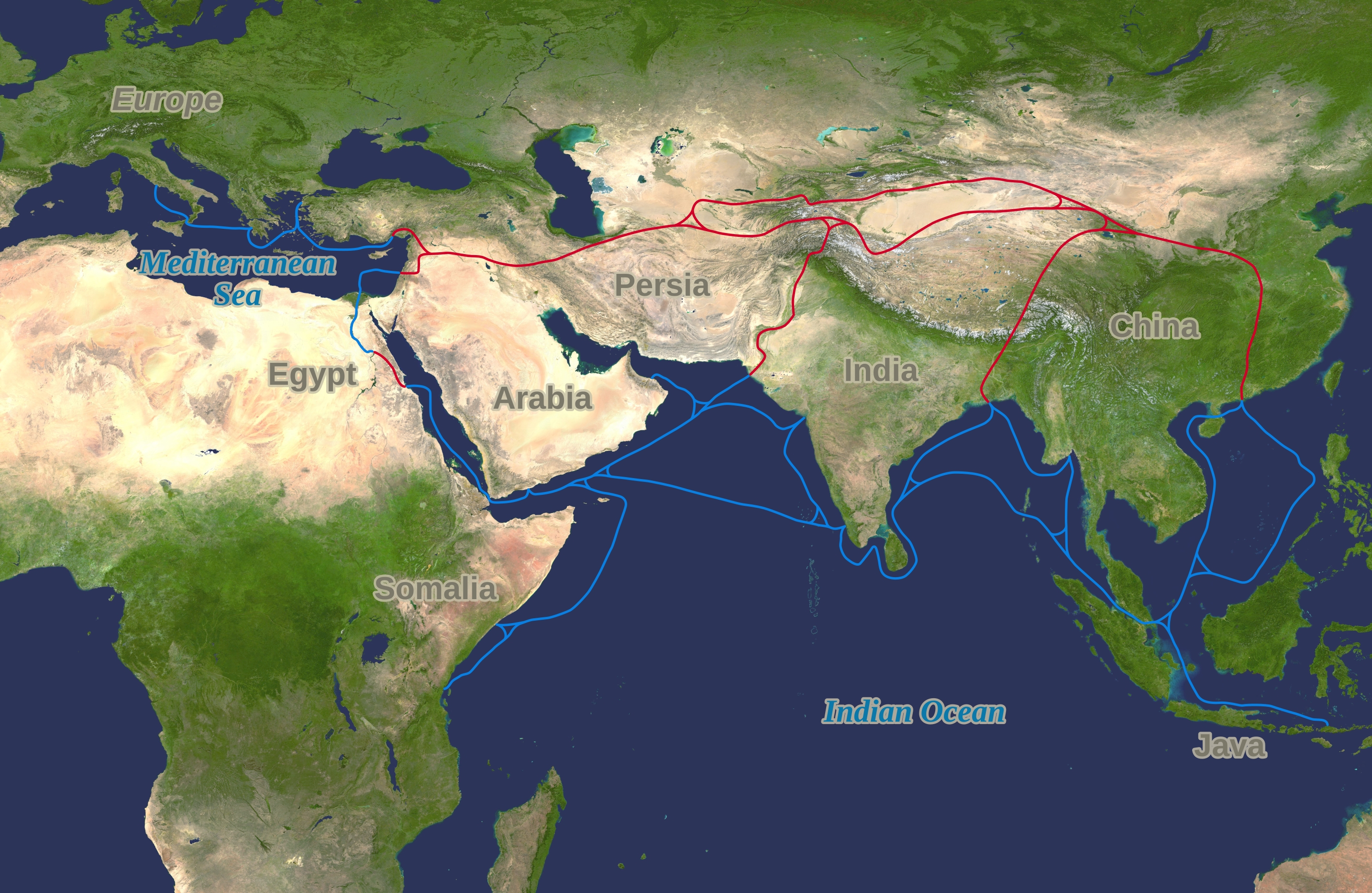
絲綢之路

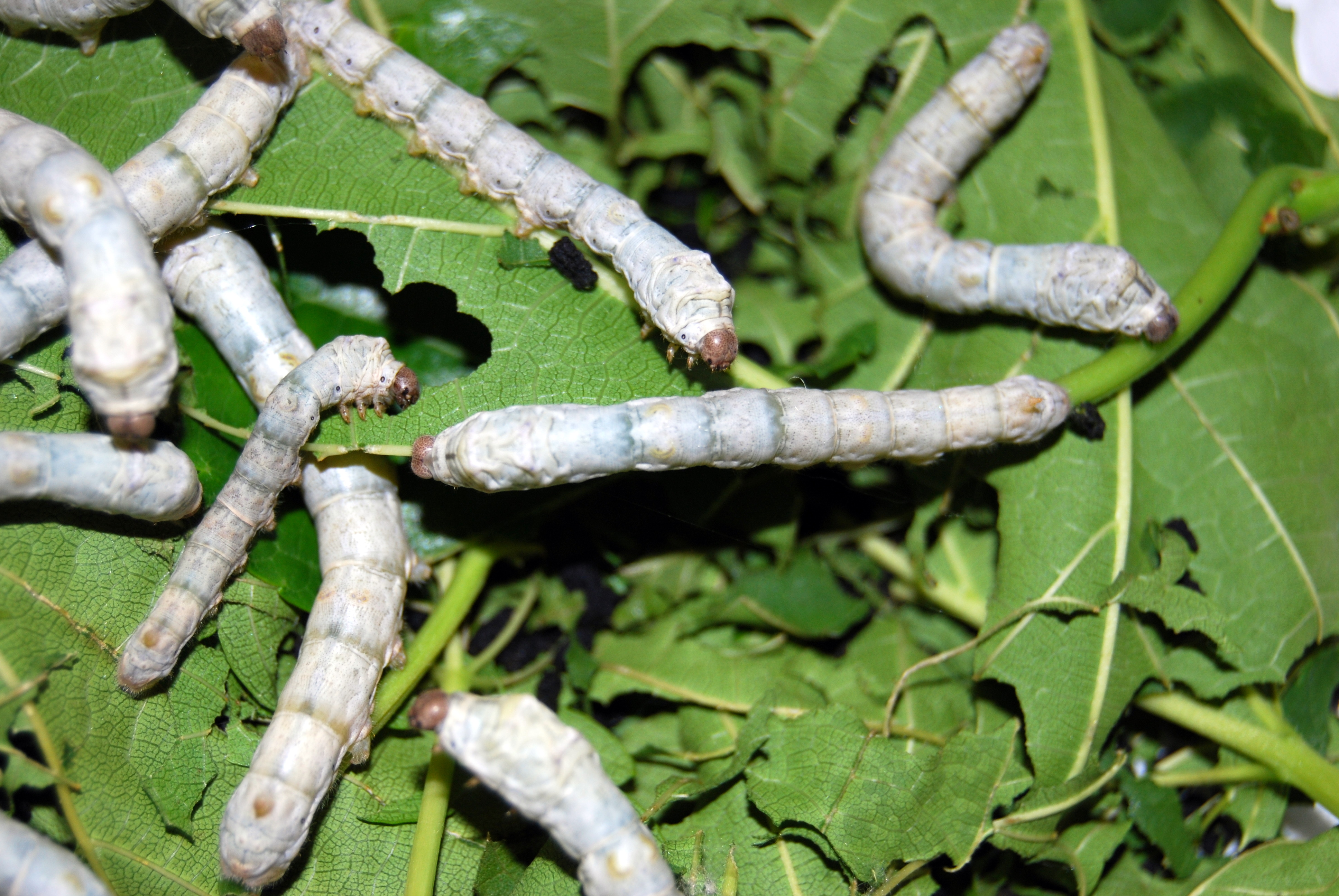
蚕

丝绸最早是由中国人在公元前三千年左右生产的。到公元1世纪，丝绸开始源源不断地流入罗马帝国。随着薩珊波斯帝國的崛起和随后的罗马-波斯战争，进口丝绸到欧洲变得越来越困难和昂贵。波斯人严格控制其领土内的贸易，在战争时期会暂停贸易。因此，東羅馬皇帝查士丁尼大帝尝试开辟通往粟特的替代贸易路线，粟特当时已成为主要的丝绸生产中心：一条向北经克里米亚，一条向南经埃塞俄比亚阿克苏姆王国。这些努力的失败使得查士丁尼将目光转向其他地方，因为即使在他的核心圈子里，对这种奢侈品的需求也很高。
理論上，從南北朝的北魏、西魏、北周（公元500-581年）直接運送絲綢到東羅馬的平均旅程大約需要230天，或將近三分之二年的時間，而從波斯間接運送絲綢也需要數月的時間，而且成本要高得多。

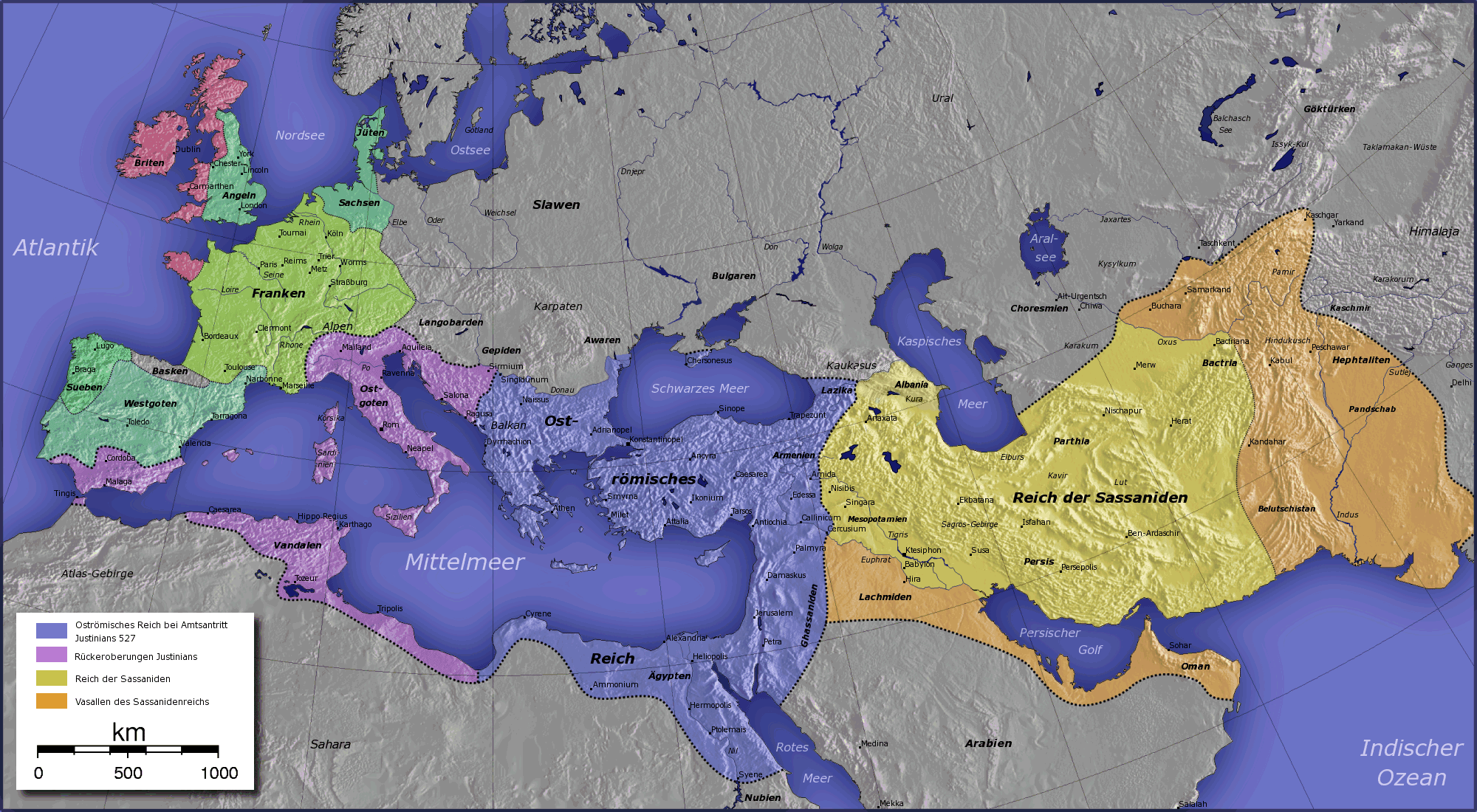
公元565年的東羅馬帝國（蓝色和紫色）和波斯帝國（黄色）。波斯的附庸国（橙色）覆盖了南部的波斯湾，东南部延伸至印度河，东北部延伸至于阗王国（均为丝绸产区）。
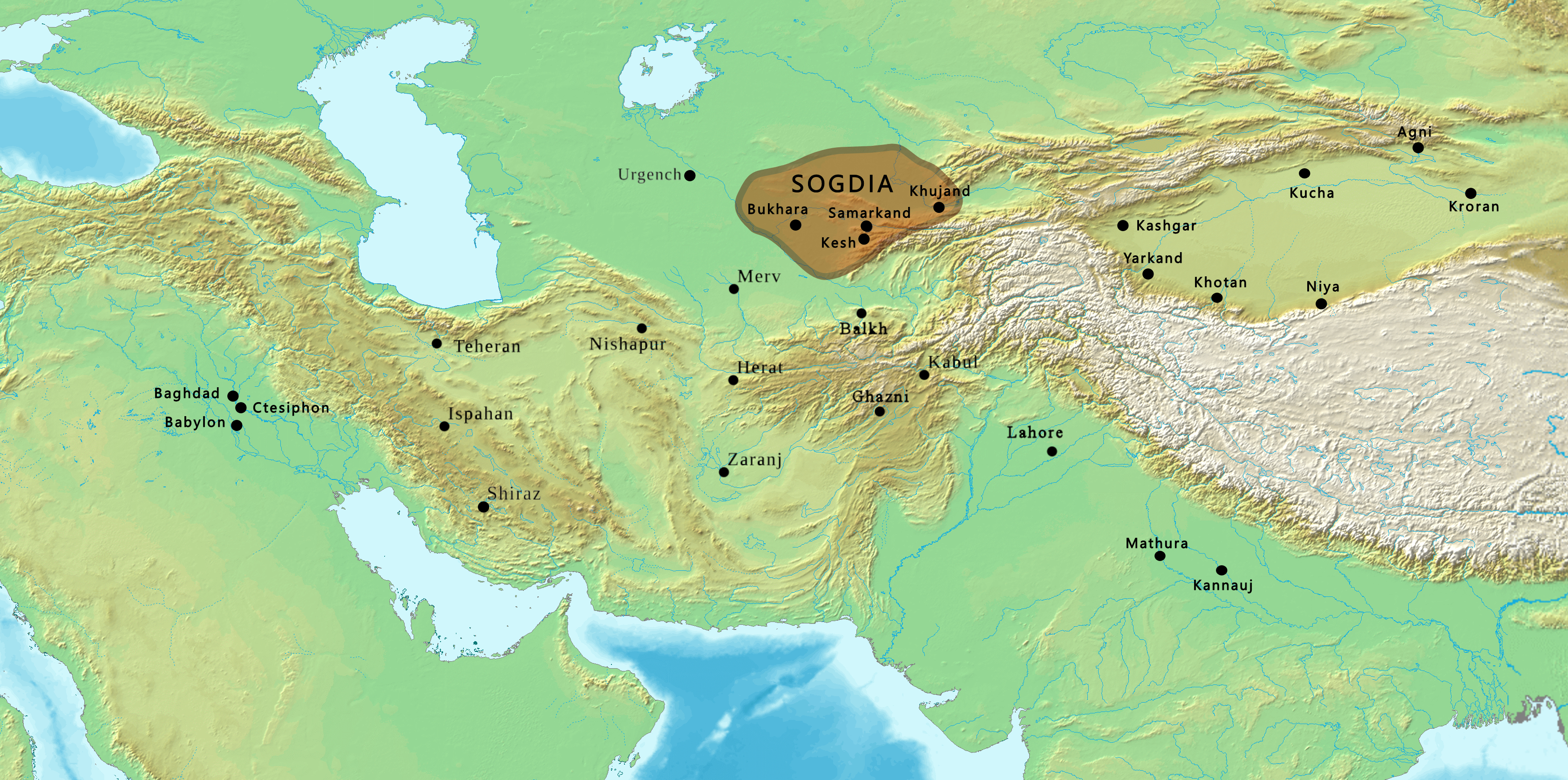
位于萨珊王朝以北的中亚地区的粟特。当时的于阗王国（粟特以东）和萨珊王朝以东的印度次大陆也生产丝绸。
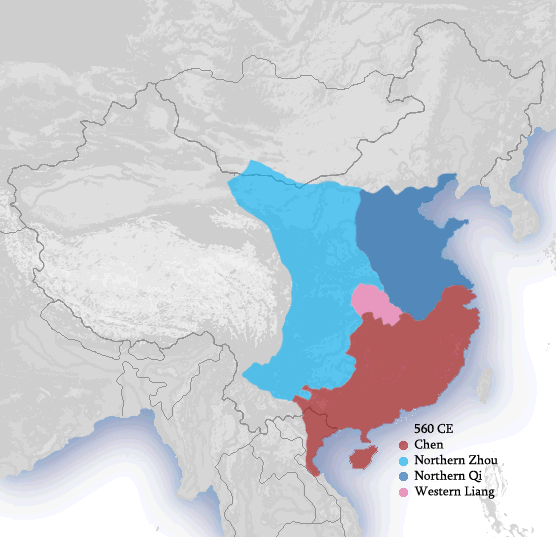
560年中國的南北朝时期也出现了丝绸生产

## 远征
两位身份不明的出家人（很可能是東方教會成员）曾在印度（印度东方教会）传播基督教，并于公元551年传到中国。他们在中国期间观察到了养蚕和生产丝绸的复杂方法。这是一个关键的进展，因为罗马人以前认为丝绸产自印度。 公元552年，两位出家人覲見皇帝查士丁尼。作为对他慷慨但不为人知的承诺的回报，出家人们同意从中国购买蚕。他们很可能沿着黑海走了一条北部路线，穿过外高加索和里海。
由于成年蚕相当脆弱，必须不断保持在理想的温度下，否则它们会死亡，他们利用在粟特的关系走私蚕卵或幼虫，并将其藏在竹竿里。养蚕所需的桑树要么被赠送给出家人，要么已经进口到東羅馬帝國。总而言之，估计整个探险持续了两年。 

## 影响

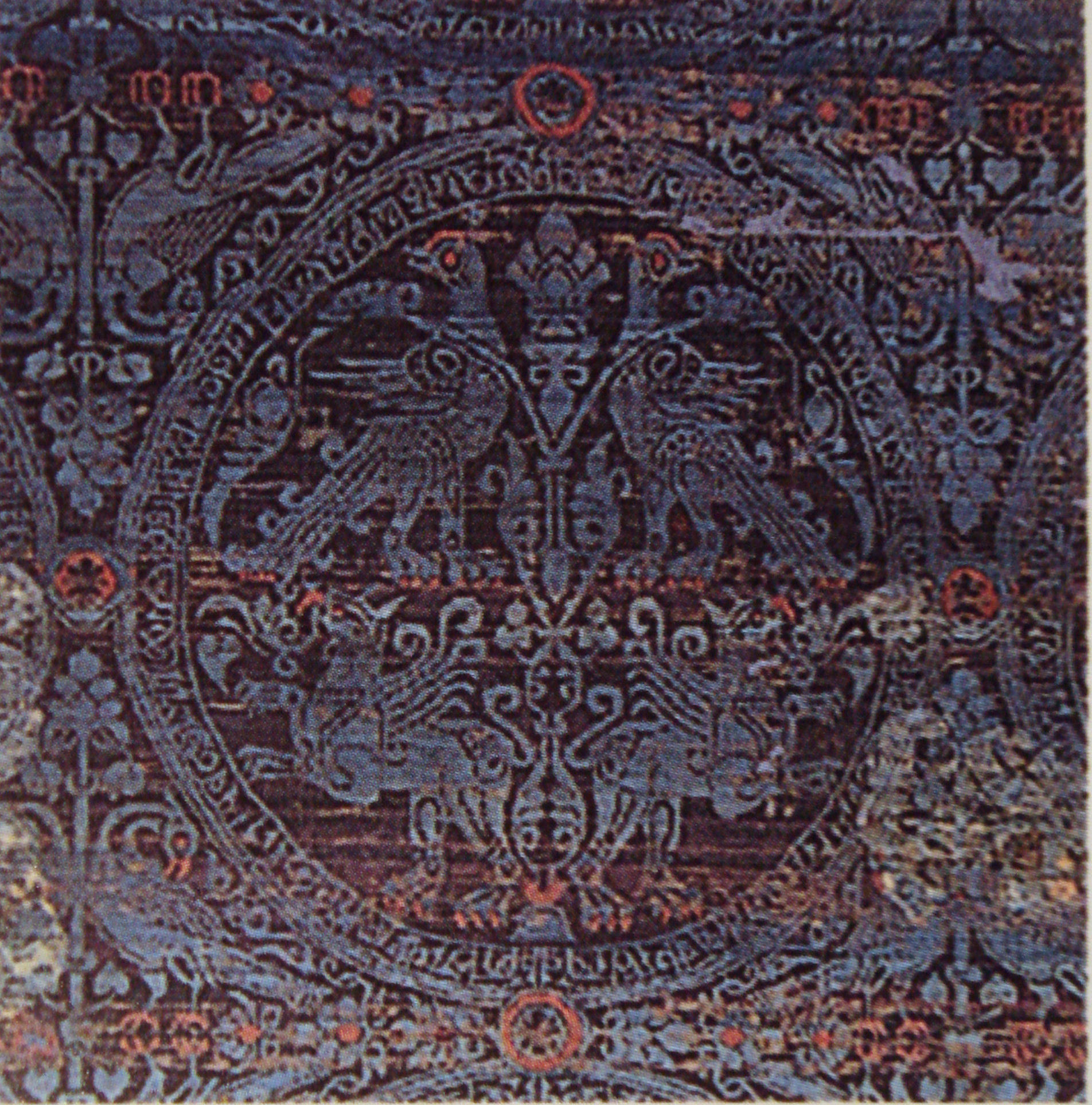
拜占庭丝绸

远征结束后不久，首都君士坦丁堡、贝鲁特、安条克、泰尔和底比斯都建立了丝绸工厂。获得的蚕使東羅馬帝國在欧洲拥有了丝绸垄断权。此次收购还打破了中国和波斯的丝绸垄断地位。由此产生的垄断成为罗马经济在随后650年内的基础，直到1204年第四次十字軍東征。丝绸服装，尤其是染成骨螺紫的丝绸服装，几乎总是東羅馬精英的专属，而穿着这些服装的行为也被编入了禁奢法。君堡周边地区，特别是希腊北部色雷斯的丝绸生产一直延续到现在（苏夫利丝绸博物馆）。